# Коптология

Коптский крест

Коптология, коптоведение — комплексная научная дисциплина, объектом исследования которой является культура коптов.

## История
Основоположником современной коптологии считается иезуитский монах Афанасий Кирхер, который в 1643 г. перевёл с арабского на латинский и издал несколько средневековых грамматик и словарей коптского языка. В 1880 году Людвигом Штерном (Ludwig Stern 1846—1911) была издана первая научная грамматика. У истоков русскоязычной коптологии стоит директор Азиатского музея Оскар Эдуардович Лемм (1856—1918).

## Русскоязычные коптологи
- Еланская, Алла Ивановна
- Ернштедт, Пётр Викторович
- Трофимова, Марианна Казимировна
- Хосроев, Александр Леонович